# The First Noel
"The First Noel" (conhecida por vezes como The First Nowell ou simplesmente Noel) é uma música tradicional inglesa de Natal, provavelmente do século XVIII.
Teve uma versão da banda Crash Test Dummies, designada de "Winter Song" sendo o quarto single do álbum The Ghosts That Haunt Me de 1991.